# 托提拉

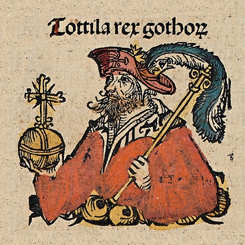
纽伦堡编年史內的托提拉插圖

托提拉（Totila  —552年7月1日）541年至552年东哥特王国倒数第二任国王，出色的军事和政治领导人，543年在哥特战争中逆转了形势，一度收复了东罗马帝国于540年前在意大利半岛上占领的全部土地。552年败于东罗马帝国，战死。
535年，东罗马军入侵意大利，540年，东哥特王威提基投降，托提拉以青年军官身份当选为王，领导东哥特人继续抗战。他没收罗马贵族土地分给部下及士兵，解除奴隶和隶农的封建义务，并动员他们参加抵抗运动，因而力量大增，曾一度古领西西里岛及撒丁岛。546年夺取并劫掠了罗马。552年被那尔塞斯统率的东罗马军打败，托提拉阵亡。其后三年，意大利也被东罗马所占领。 